# Els Verds-Confederació Ecologista de Catalunya
Els Verds-Confederació Ecologista de Catalunya (Los Verdes-Confederación Ecologista de Cataluña) (EV-CEC) fue un partido español de ámbito catalán de ideología ecologista. Se fundó el 24 de abril de 1993 en Tarrasa, con la voluntad de crear un único referente político verde en Cataluña, por la unión de 4 organizaciones: Els Verds, Moviment d'Esquerra Nacionalista (MEN), Alternativa Verda-Moviment Ecologista de Catalunya (AV-MEC) y Alternativa Ecologista de Catalunya (AEC).
Previamente AV-MEC, fundada en 1983 y Els Verds, en 1987, se presentaron juntos a las elecciones europeas de 1987 y a las en las Elecciones al Parlamento de Cataluña de 1988. El año siguiente inician un acercamiento a AEC (sección catalana de la Confederación de Los Verdes) en busca de una unidad de las fuerzas verdes. Así, las tres formaciones concurren a las elecciones europeas de 1989 y las generales de ese mismo año como Els Verds - Llista verda. En las elecciones municipales de 1991 apoyarían la candidatura de Barcelona Verda en Barcelona y se presentarían en varias poblaciones como Tarrasa, Granollers y La Ametlla de Mar donde consiguen un concejal. En la elecciones al Parlamento de Cataluña de 1992 fueron como Els Verds-Unió Verda solamente en Barcelona y Gerona consiguiendo 14.041 votos.
En las elecciones generales de ese 1993, ya como EV-CEC, obtuvo sólo 36.683 votos, una cantidad menor que los resultados de las organizaciones fundadoras por separado (en las elecciones europeas de 1989 Alternativa Verda había obtenido 25.978 votos y Llista Verda, 19.444). En las europeas de 1994, lidera una unión con Los Verdes de Andalucía y con el Partido Verde Canario, logrando en Cataluña 25.420 votos. 
De cara a las elecciones municipales y autonómicas de 1995 EV-CEC firmó un acuerdo para presentarse en coalición con Iniciativa per Catalunya (IC) como Iniciativa per Catalunya-Els Verds, que obtiene el 9,71% de los votos en las autonómicas. De este modo, EV-CEC logró 1 diputado autonómico (Maria Olivares) y algunos concejales en ciudades como Barcelona (Josep Puig) y Hospitalet de Llobregat (Joan Oms).
Ahora bien, el acuerdo con IC suponía que ésta podía utilizar el nombre de la coalición (incluyendo «Verds») a todos los municipios donde se presentaba, aunque no hubiera acuerdo con la asamblea local de EV-CEC. Esto supuso que se intentaran impugnar algunas candidaturas y, finalmente, muchas poblaciones (Tarrasa, Sabadell, Granollers, Franquesas del Vallés, entre otras) donde había asambleas locales activas no pudieron presentarse a las elecciones, con IC se presentándose utilizando el nombre de Verds. AEC no estuvo de acuerdo con esta decisión y abandonó EV-CEC; esto supuso la primera rotura importante dentro EV-CEC.
Tras la desvinculación de IC respecto Izquierda Unida en 1997, en 1998 IC y EV-CEC exploraron la posibilidad de estrechar lazos. Sin embargo, esta decisión llevó a la ruptura total del partido. El núcleo dirigente da por roto el acuerdo con Iniciativa, mientras que un sector encabezado por Joan Oms y Josep (Pep) Puig es partidario de mantenerlo. Triunfa la posición oficial en una controvertida y bronca asamblea en marzo de 1998, que derivó en la formación de diversas formaciones ecologistas: Els Verds - Opció Verda, Els Verds - Esquerra Ecologista, Els Verds - Alternativa Verda y Els Verds - Ecopacifistas.
Así, se llegará a coaliciones con Esquerra Republicana de Catalunya (ERC) en las municipales y europeas de 1999, con sectores de Alternativa Ecologista en las elecciones para la Generalidad en el otoño de ese mismo año y con Esquerra Unida i Alternativa en las generales del 2000. Mientras tanto los perdedores impugnaron la asamblea en los tribunales, fallando a su favor y siendo el fin de la Confederación.
En 2011 se disolvió y se integró íntegramente en Iniciativa per Catalunya Verds-Verdes Equo (desde el 13 de marzo de 2021 se llama Esquerra Verda-Verdes Equo).